# Funkcja rzeczywista

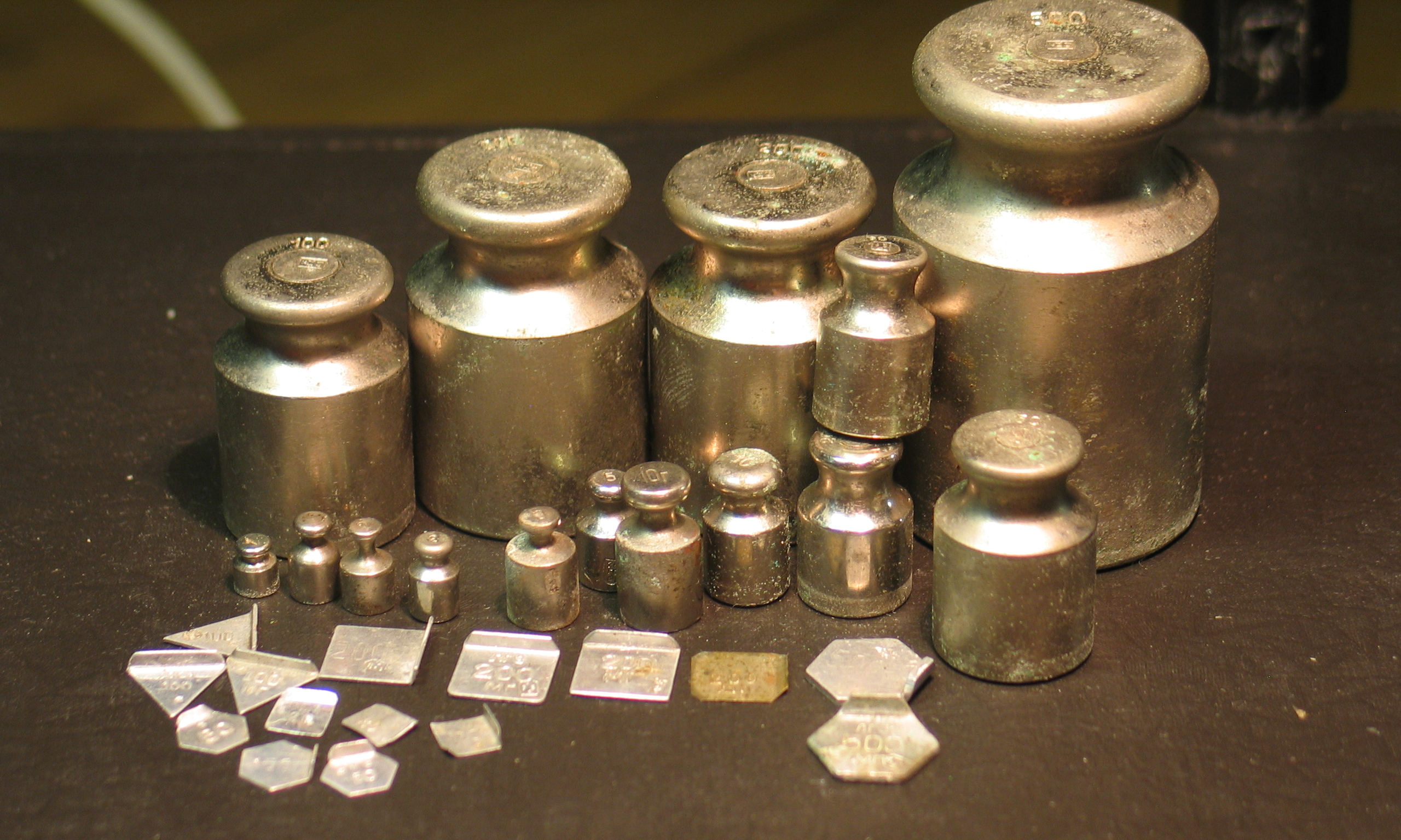
Masa to przykład funkcji o wartościach rzeczywistych.

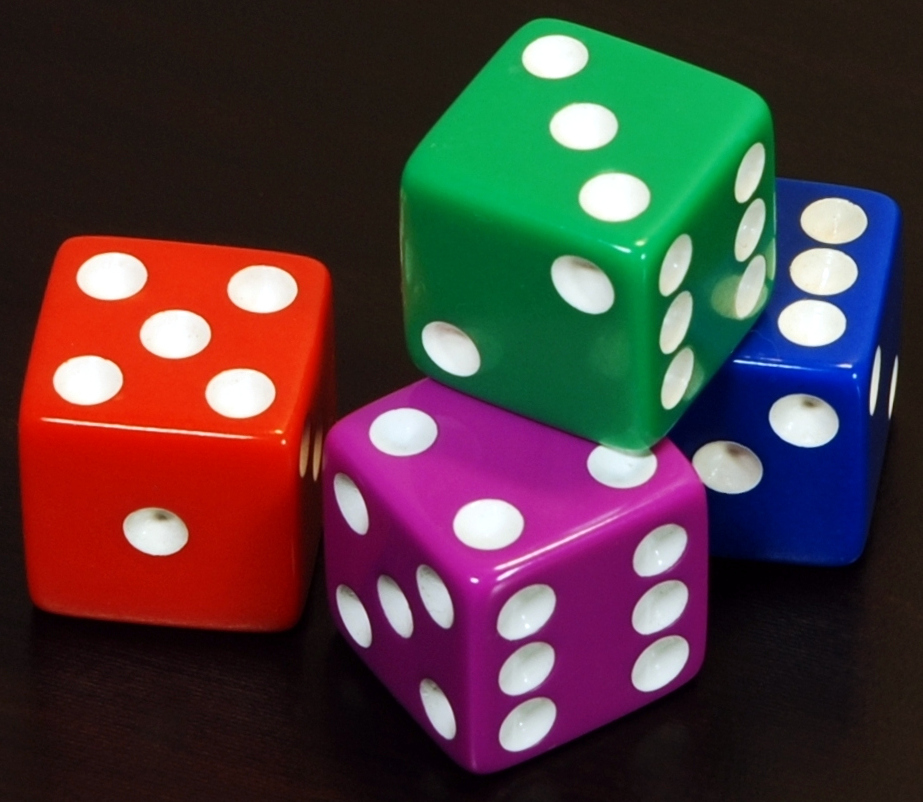
Prawdopodobieństwo formalizuje się jako rodzaj funkcji o wartościach rzeczywistych.

Funkcja rzeczywista – funkcja, której przeciwdziedzina jest podzbiorem zbioru liczb rzeczywistych; innymi słowy jest to funkcja o wartościach rzeczywistych: f:X→Y, Y⊆ℝ. Czasem znaczenie tego terminu jest:
- węższe; wymaga się niekiedy, aby także dziedzina funkcji była podzbiorem zbioru liczb rzeczywistych (X⊆ℝ)[2][3];
- szersze; za przeciwdziedzinę uznaje się rozszerzony zbiór liczb rzeczywistych, tj. dopuszcza się wartości nieskończone (∞, ±∞)[4] .

Teorię funkcji rzeczywistych zalicza się do analizy matematycznej, choć funkcje rzeczywiste rozumiane szeroko pojawiają się też w innych dyscyplinach:
- ciągi liczb rzeczywistych bada między innymi rachunek różnicowy, wykraczający poza analizę do matematyki dyskretnej;
- rzeczywiste wielomiany to klasyczny temat badań algebry, a formy wieloliniowe i kwadratowe są badane przez algebrę liniową;
- metryka czy wymiar stanowią pojęcia topologiczne, a ta pierwsza jest też używana w matematyce dyskretnej, np. teorii grafów;
- pojęcia jak długość krzywej, pole powierzchni czy objętość dotyczą nie tylko analizy, ale i geometrii, tak jak miara kąta;
- formalnie funkcją rzeczywistą jest też moc zbioru skończonego – centralne pojęcie kombinatoryki;
- przykładem funkcji rzeczywistej jest prawdopodobieństwo.

Fundamentem fizyki i całej nauki empirycznej są wielkości mierzalne określone funkcjami rzeczywistymi – nie tylko te geometryczne (odległość, długość, pole powierzchni, objętość, miara kąta), ale też masa, temperatura czy ładunek elektryczny.

## Podtypy i problemy

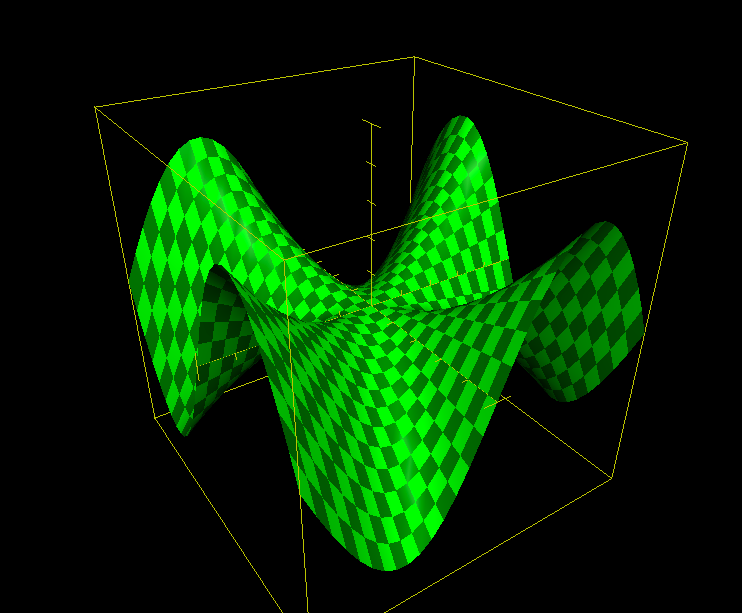
Wykres przykładowej funkcji dwóch zmiennych rzeczywistych

Funkcja rzeczywista może być określona w sposób jawny lub uwikłany. Ponieważ zbiór liczb rzeczywistych jest uporządkowany, funkcje o wartościach rzeczywistych można podzielić na ograniczone i nieograniczone oraz wyróżniać ekstrema globalne. Zagadnieniom tego typu są poświęcone całe dyscypliny matematyczne jak rachunek wariacyjny.
Jeśli dziedzina jest wyposażona w dodatkowe struktury, to dla takich funkcji można definiować dalsze pojęcia i wyróżniać szczególne klasy:
- częściowy porządek prowadzi do zagadnienia monotoniczności oraz ekstremów lokalnych;
- topologia również pozwala definiować ekstrema lokalne, a także ciągłość i własność Darboux;
- funkcje rzeczywiste na rozmaitościach stanowią przykład pól skalarnych, przez co są badane przez teorię pola, w tym teorię potencjału;
- funkcje na magmach mogą być okresowe, te na grupach także parzyste lub nieparzyste, a te na przestrzeniach liniowych mogą być formami (funkcjonałami) i mogą być wypukłe lub wklęsłe;
- struktura liniowo-topologiczna umożliwia wprowadzenie pochodnej i różniczki. Dostarcza to narzędzi poszukiwania ekstremów, ponieważ należą one do punktów krytycznych;
- funkcje działające z przestrzeni mierzalnej można czasem całkować.

Funkcje rzeczywiste same bywają używane do definiowania pewnych struktur, np. przestrzeni metrycznych i pseudometrycznych.
Rozwinięto teorie równań funkcyjnych – zwłaszcza różniczkowych i różnicowych – w których niewiadomymi są funkcje rzeczywiste. Równania takie można rozwiązywać w sposób przybliżony, rozważając ciągi funkcyjne; dzieje się tak, ponieważ funkcje rzeczywiste z ustalonego zbioru tworzą przestrzeń topologiczną, przez co wśród ciągów takich funkcji można wyróżnić te zbieżne. Wszystkie funkcje rzeczywiste z ustalonego zbioru tworzą także przestrzeń liniową, a konkretniej liniowo-topologiczną. Przez to takie przestrzenie funkcyjne należą do obszaru badań analizy funkcjonalnej.

## Przypadek zmiennej rzeczywistej

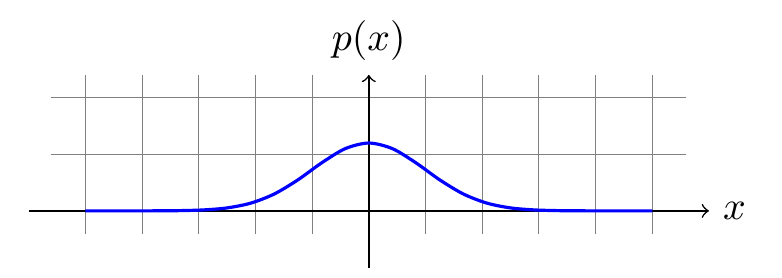
Rozkład Gaussa – przykład często używanej, przestępnej funkcji elementarnej

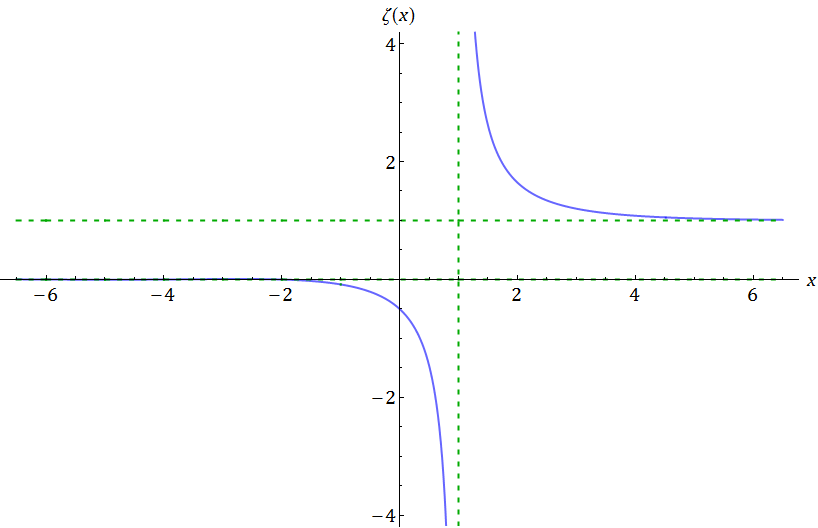
Funkcja dzeta Riemanna w dziedzinie rzeczywistej

Do funkcji tego rodzaju stosują się wszystkie powyższe koncepcje i niektóre dodatkowe zagadnienia, np. szczególne rodzaje nieciągłości i punkty przegięcia. Oprócz tego:
- jeśli dziedzina i przeciwdziedzina przecinają się (X∩Y≠∅), to mogą występować punkty stałe i zbiory niezmiennicze;
- jeśli dziedzina i przeciwdziedzina pokrywają się (X=Y), to mogą występować punkty okresowe, a funkcja może być idempotentna lub inwolutywna.

Funkcje rzeczywiste zmiennej rzeczywistej dzieli się na elementarne i specjalne. Wśród tych pierwszych wyróżnia się funkcje algebraiczne, a pozostałe nazywa przestępnymi. Do funkcji algebraicznych zalicza się rzeczywiste funkcje wymierne, w tym rzeczywiste wielomiany. Wśród elementarnych funkcji przestępnych szczególnie często używane są funkcje wykładnicze, logarytmiczne, trygonometryczne oraz wartość bezwzględna i różne funkcje schodkowe.
Funkcje tego typu są niewiadomymi w równaniach różniczkowych zwyczajnych.

## Literatura dodatkowa
- Encyklopedia szkolna - matematyka. Warszawa: Wydawnictwa Szkolne i Pedagogiczne, 1990, s. 56. ISBN 83-02-02551-8.